# ライッシゲン

ライッシゲン（独: Leissigen）は、スイスベルン州インターラーケン＝オーバーハスリ区にある基礎自治体（Einwohnergemeinde）。

## 歴史
町の名は、古高ドイツ語で人物名ランクティーシュ（Langtis）に地名の接尾辞イングン（-ingun）が付いた「ランクティーシュの人々の」という語に由来する。歴史の上では、1285年にレンセンニュ（Lensengne）という名で初めて現れる。1290年にはレンクシンゲン（Lenxingen）と呼ばれている。

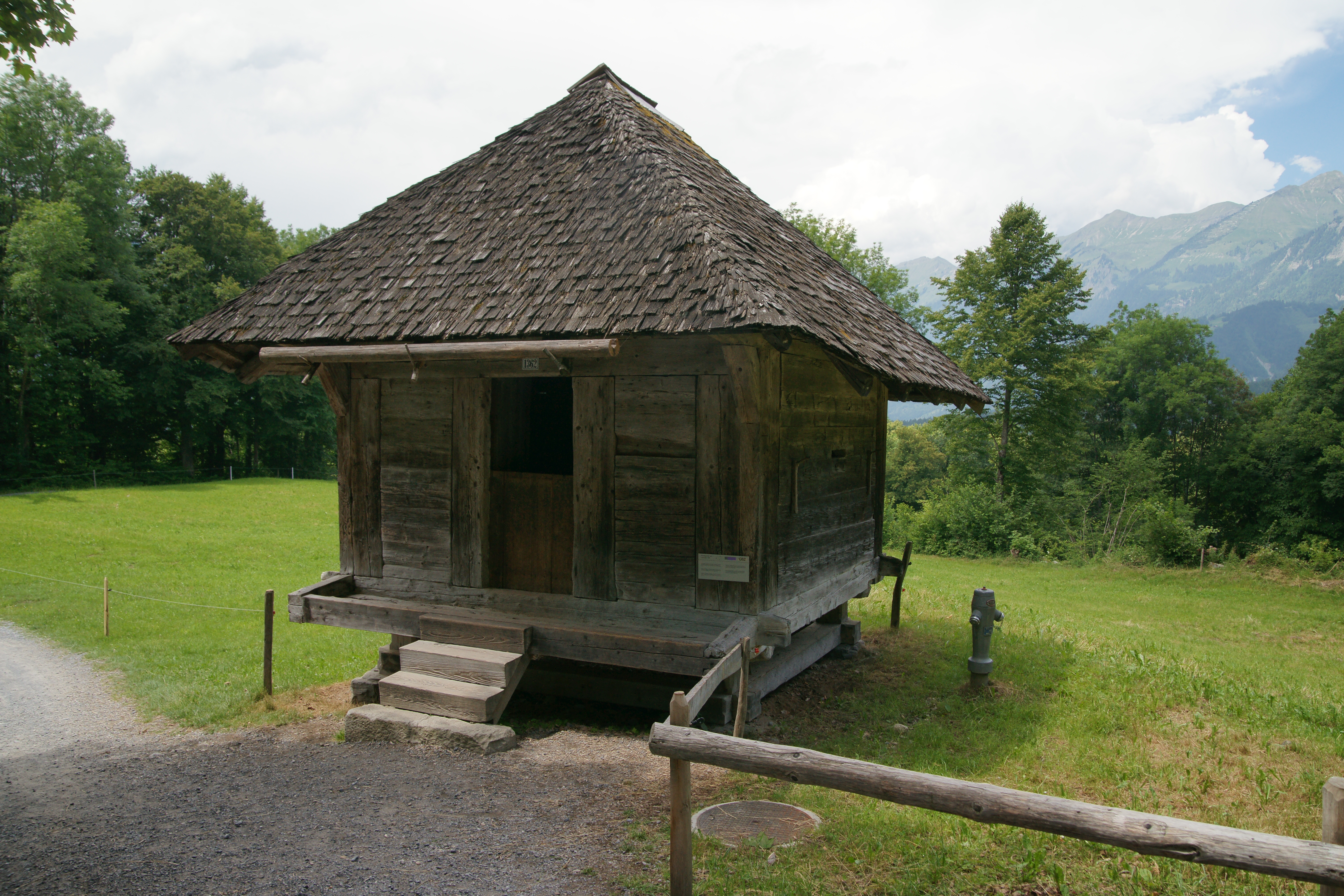
ライッシゲンからバレンベルク野外博物館に移設された伝統的なチーズ倉庫

人が居住した最古の形跡は、青銅器時代の斧や短刀、剣が見つかっている。中世に歴史で最初に記録された当時、ライッシゲンはウンスプネン＝ローテンフルー領に属していた。その後、ヴァイッセナウ城のエッシェンバッハ男爵家が引き継ぎ、1334年にはインターラーケン修道院に譲渡され、その後2世紀は修道院の支配下にあった。1528年、ベルン市が宗教改革を受け入れると、ベルン高地にもそれを強制してきた。修道院とラウターブルンネンなどの村々は新教に対して蜂起したが、ベルンに鎮圧され、修道院は世俗化されて支配地はすべて接収された。
ライッシゲンの最古の教会は、7世紀か8世紀頃の木造のものであったと考えられる。これが9世紀か10世紀に石造のものに建て替えられた。さらに11世紀には中世盛期の石造様式に建て替えられ、『シュトレットリーガー記録』（Strättliger Chronik）にはトゥーン湖の周囲にある12の教会のうちの一つに挙げられている。現在の建物は、1675年の大火事の後で建てられたものである。

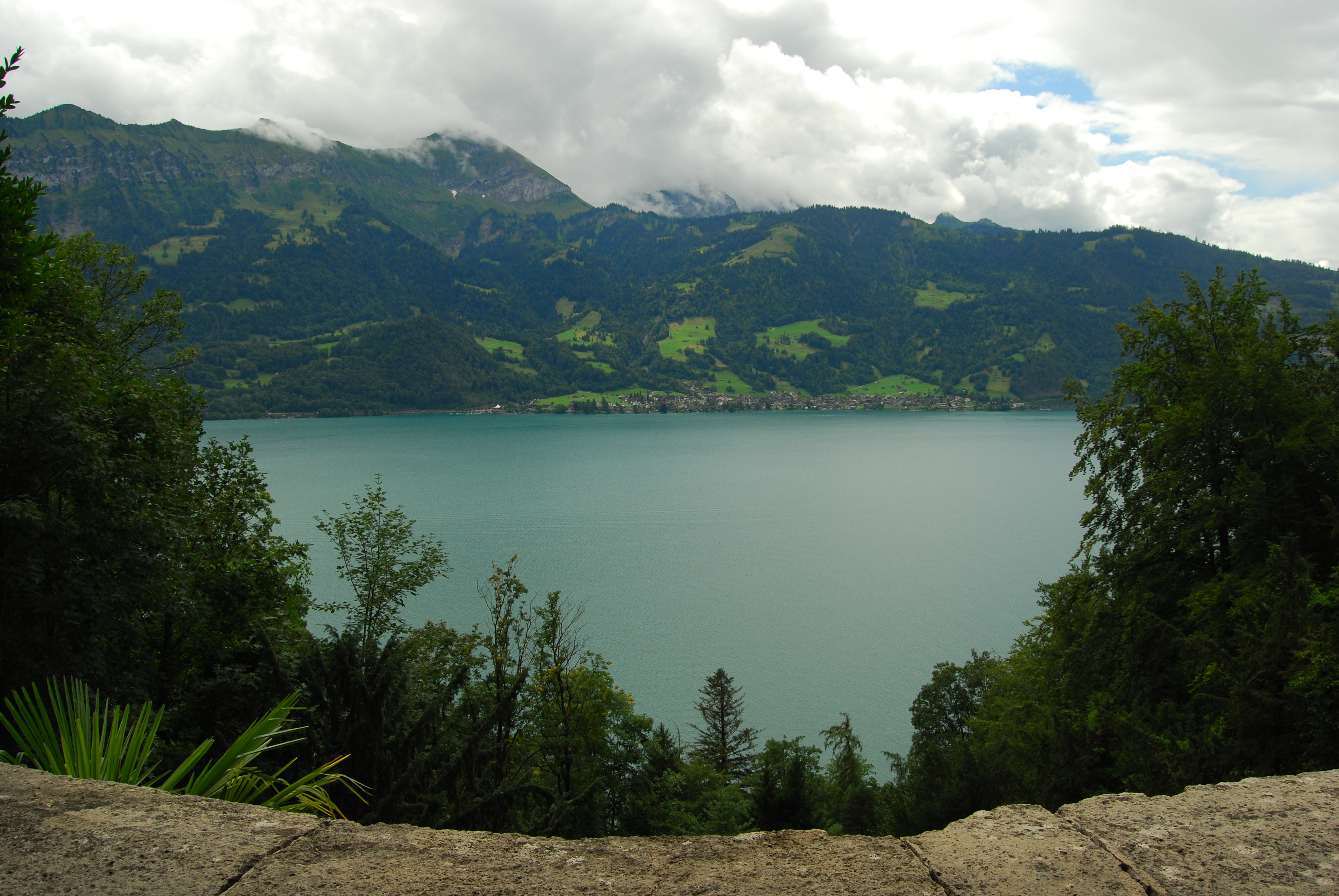
トゥーン湖の対岸から見たライッシゲン

伝統的にライッシゲンの多くの住民がトゥーン湖での漁業従事者や船大工であり、その他は湖と山の間の狭い土地で農業を営んでいて、生活はトゥーン湖と密接な関係を保持してきた。ところが1780年に、湖岸付近の鉱泉に温泉地が建設されると、生活に変化が生じ、鉱泉は1873年に枯渇したものの、小さいながら観光産業が生まれることとなった。1887年には蒸気船が接岸する桟橋が設けられ、旅客や貨物の湖上交通の拠点の一つとなった。
現在では、ライッシゲンでは住民は小さな工場や小規模事業、夏季の観光業などに従事している。また、労働人口の3分の2は、インターラーケンやベルン付近まで通勤するようになっている。

## 地理

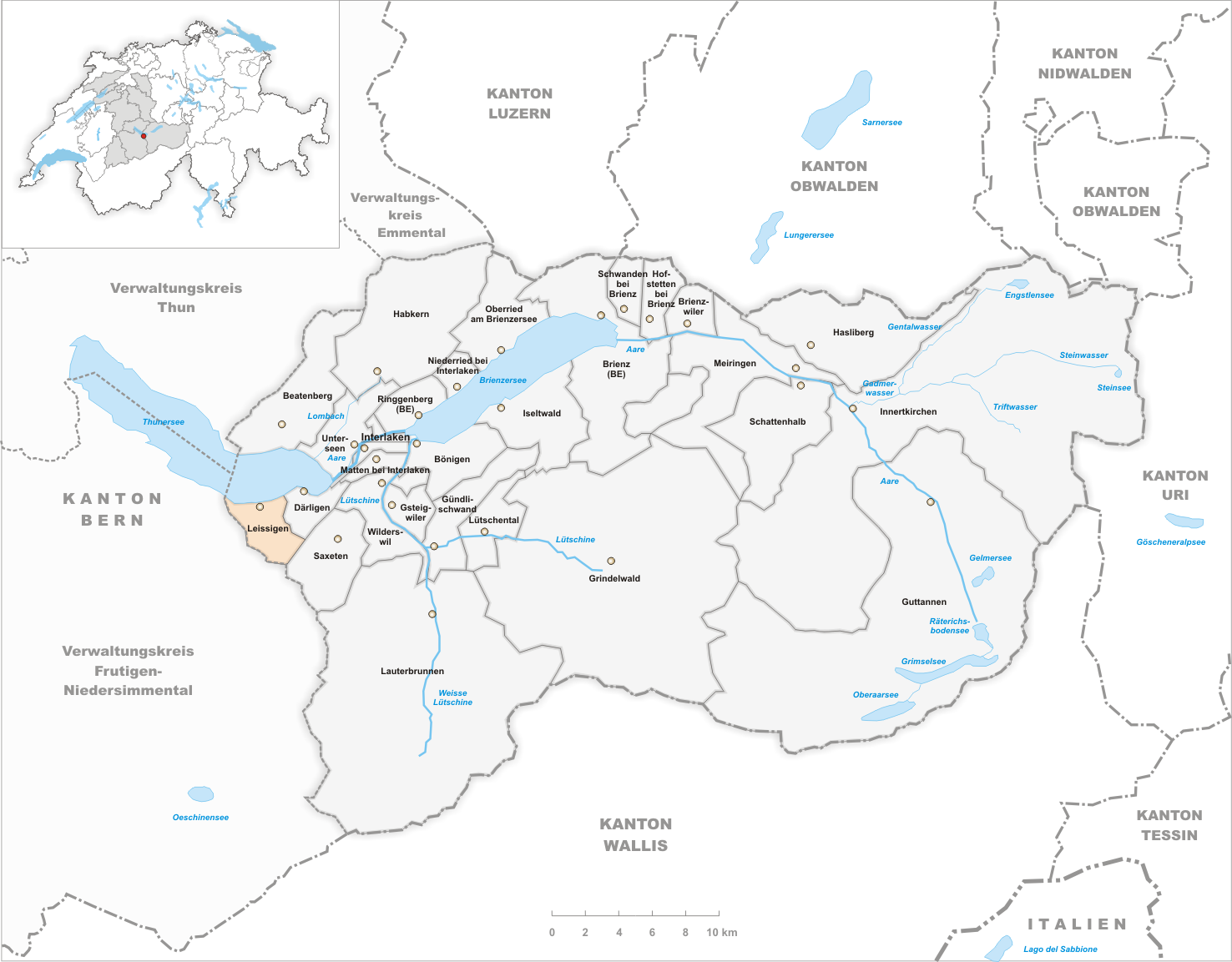
位置図

ライッシゲンはベルン高地にあり、トゥーン湖の南岸に位置する。中心的な村落と散在する農家によって構成されており、村域は湖岸から森を通ってアルプスにまで至る。南側の境界には、標高2,249 m (7,379 ft)のモルゲンベルクホルン山（Morgenberghorn）がある。山腹には美しい景観で有名なマイエリーザルプ集落（Meielisalp）があり、ホテルとレストランがある。
境界を接する自治体は、東側のトゥーン湖沿いにデアリゲン、尾根を挟んで南東にザクセテンと南西にフルーティゲン・ニーダージンメンタール区のアエシー・バイ・シュピーツ、西側のトゥーン湖沿いに同区のクラッティゲンである。
ライッシゲンには、BLS鉄道のライッシゲン駅がある。